# Blindemannetje

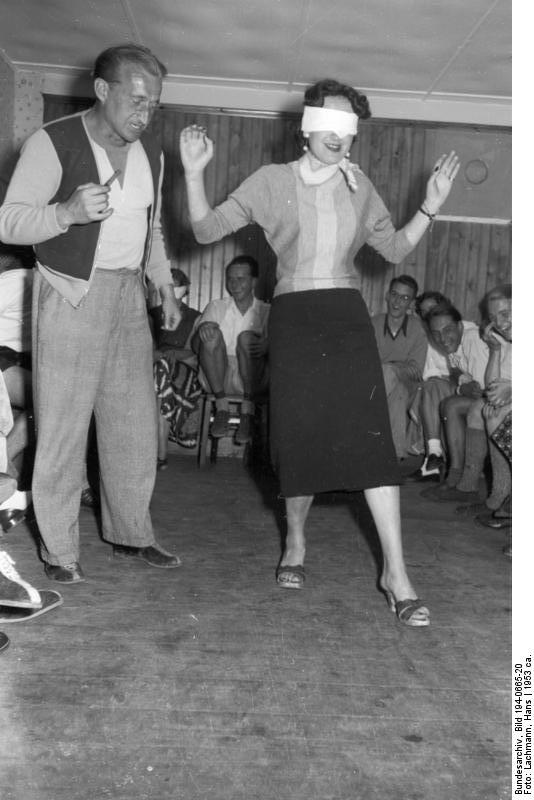
Blindemannetje

Blindemannetje is een variant op tikkertje waarbij de tikker geblinddoekt is.
Het spel wordt meestal in een grote ruimte gespeeld, waarbij degene die hem is, geblinddoekt in een kring wordt gezet. Doel van het spel is dat de tikker de personen in de kring moet zien af te tikken. De personen in de kring mogen zich niet, of alleen langzaam, verplaatsen. De tikker kan worden afgeleid door het maken van geluiden of door aanraken van de tikker met een of ander voorwerp. Wanneer het spel binnenshuis wordt gespeeld is een extra uitdaging dat er geen voorwerpen mogen worden omgegooid en dat de tikker zich natuurlijk niet moet stoten. Een andere extra uitdaging die in het spel kan worden betrokken is dat de tikker moet raden wie de getikte is.

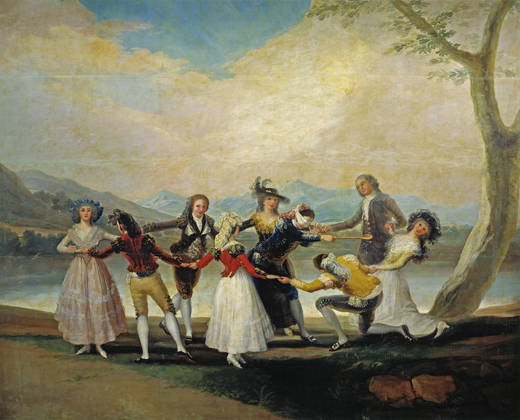
Blindemannetje op het schilderij La gallina ciega van Francisco Goya uit 1788-89
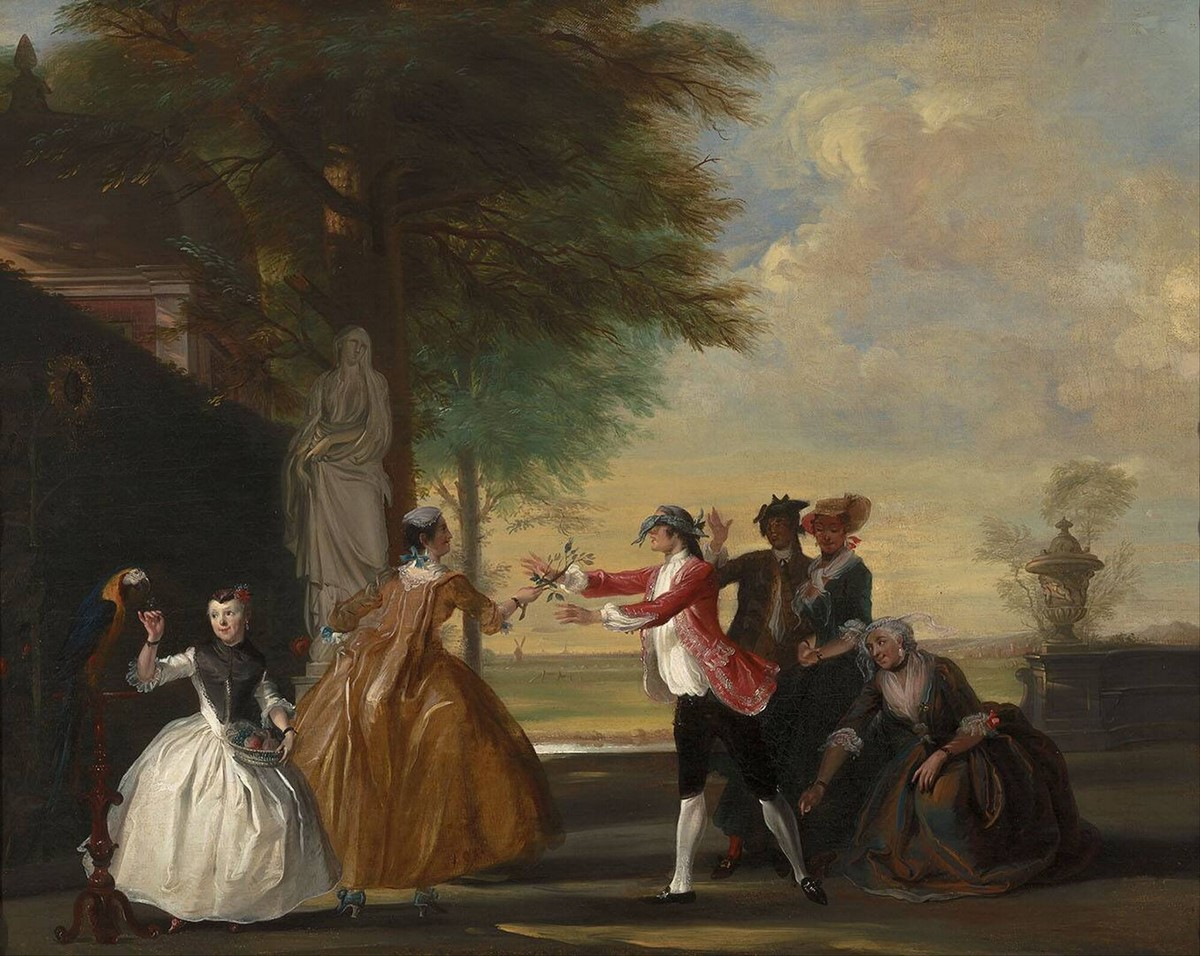
Het blindemanspel, Cornelis Troost, ca. 1740
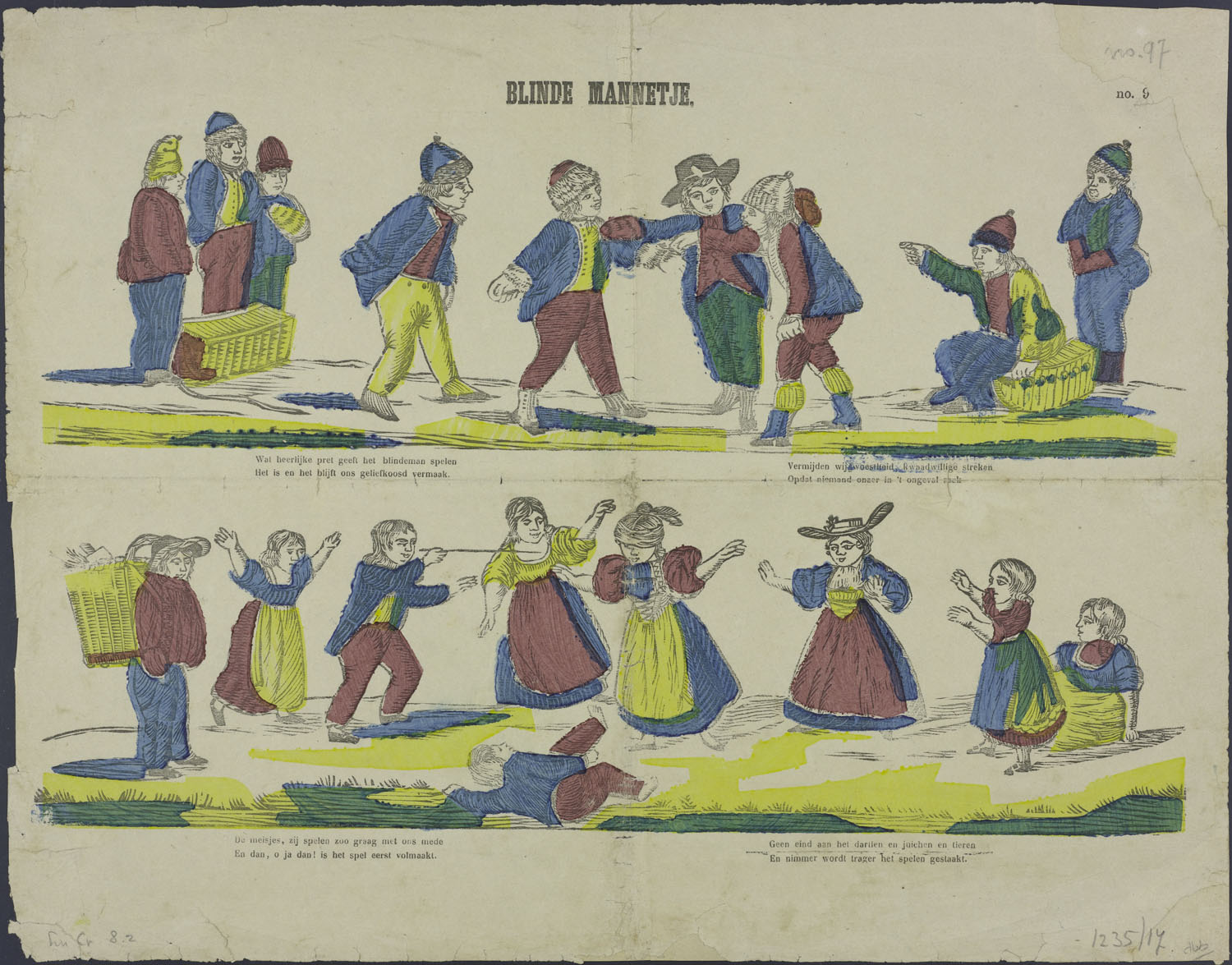
Blindemannetje op een centsprent (ca. 1848-1881).